# Podolie (district de Nové Mesto nad Váhom)
Podolie (hongrois : Felsőleszéte) est un village de Slovaquie situé dans la région de Trenčín.

## Histoire
La première mention écrite du village date de 1332.

## Démographie

### Évolution de la population
| Année:               | 1994. | 2004.   | 2014.   | 2024.   |
| -------------------- | ----- | ------- | ------- | ------- |
| Nombre de personnes: | 2071  | 2056    | 1958    | 1923    |
| Différence:          |       | -0,72 % | -4,76 % | -1,78 % |

| Année:               | 2023. | 2024.   |
| -------------------- | ----- | ------- |
| Nombre de personnes: | 1892  | 1923    |
| Différence:          |       | +1,63 % |